# Alonso de Góngora Marmolejo
Alonso de Góngora Marmolejo (Carmona, 30 de abril de 1523- enero de 1576) fue conquistador y cronista español, autor de Historia de todas las cosas que han acaecido en el Reino de Chile y de los que lo han gobernado (1575).

## Biografía
Nació en la ciudad de Carmona, Andalucía, el 30 de abril de 1523, hijo de Rodrigo de Góngora, regidor, y de Teresa Núñez Pancorvo. Al ser  uno de los hijos pequeños, de un total de diez hermanos, se vio obligado a buscar su futuro allende los mares. Llegó a Chile en el año 1549, sirviendo a las órdenes de Pedro de Valdivia en el descubrimiento y la conquista de Chile, así como a los gobernadores que le siguieron en el mando. Alcanzó en la milicia el grado de capitán y desempeñó varios cargos en la ciudad de Valdivia, donde se radicó a partir de 1555. Falleció en 1576.
Después de leer la primera parte de La Araucana de Alonso de Ercilla y Zúñiga, decidió contar la historia de Chile a partir de sus propios recuerdos, empezando a trabajar en ella en 1572.

## Historia de todas las cosas que han acaecido en el Reino de Chile y de los que lo han gobernado(1575)
Su crónica es, a diferencia de la epopeya de Ercilla, una obra de historia pura y veraz. Tenía una memoria prodigiosa, que le permitía anotar muchos pormenores de la época que le tocó vivir. Se destaca por su juicio objetivo de los hombres, que no es motivado por ninguna pasión, anotando sus virtudes y defectos. Sus retratos o semblanzas de los distintos gobernadores a los que sirvió son un ejemplo notable de la pervivencia moderna del modelo literario clásico De viris illustribus ('De los varones ilustres'). La obra de Góngora Marmolejo no interrumpe su relato con referencias bíblicas o de la antigüedad clásica, que alargan y entorpecen otros escritos y que eran muy comunes por aquella época.
Terminó su manuscrito el 16 de diciembre de 1575, falleciendo en los primeros días de enero de 1576. Debía ser impreso en España, pero el manuscrito se mantuvo inédito por largo tiempo hasta que fue redescubierto por el bibliógrafo González Barcia. 
La primera edición del manuscrito la realizó Pascual de Gayangos en el Tomo IV de su "Memorial Histórico Español", Madrid, 1852.
El texto de Gayangos fue reimpreso en Chile, en la Colección de Historiadores de Chile, el año 1862. Más tarde sería publicado por Francisco Esteve Barba como parte del volumen Crónicas del Reino de Chile en el marco de la Biblioteca de Autores Españoles, Madrid, Atlas, 1960. En 1990 se publicó una nueva edición por Alamiro de Ávila Martel en Ediciones de la Universidad de Chile.
La primera edición crítica del texto, hecha a partir del manuscrito original que se conserva en la Real Academia de la Historia de Madrid, ha sido publicada por Miguel Donoso Rodríguez en Madrid, Iberoamericana-Vervuert, 2010. Una edición revisada y corregida del texto, por el mismo editor, se ha publicado en Santiago, Editorial Universitaria, 2015.